# Риверо, Даниэль Эрнан
Даниэ́ль Эрна́н Риве́ро (исп. Hernán Daniel Rivero) (род. 22 сентября 1992 года, Белья-Виста, провинция Корриентес) — аргентинский футболист, нападающий, игрок клуба «Ривер Плейт» (Монтевидео).

## Биография
Эрнан Риверо родился в городе Белья-Виста в провинции Корриентес, где начал заниматься футболом. Сумел пройти отбор в школу столичной «Боки Хуниорс», где провёл два года. Затем начал выступать на любительском уровне за различные команды. После одного из товарищеских матчей против клуба «Росарио Сентраль» на рослого нападающего обратили внимание профессиональные клубы, и в итоге в 2015 году он подписал контракт с «Олл Бойз».
Дебютировал в Примере B Насьональ в гостевом матче против «Эстудиантес Сан-Луис» 16 марта 2015 года, выйдя на замену на 70-й минуте. Игра закончилась со счётом 0:0. Свой первый гол на профессиональном уровне забил 29 августа в ворота «Химнасии и Эсгримы» из Мендосы, благодаря чему «Олл Бойз» выиграл в гостях со счётом 2:1, причём Риверо забил победный мяч.
В начале 2016 года нападающий на правах аренды выступал за «Алахуэленсе», и помог этой команде дойти до финала чемпионата Коста-Рики. Именно в этот период Эрнан Риверо дебютировал на уровне высшего дивизиона национальных чемпионатов. Свою первую игру на высшем уровне Танк провёл 10 февраля 2016 года. В гостях «Алахуэленсе» со счётом 1:0 обыграл «Кармелиту». Свой первый (и единственный) гол за «Алахуэленсе» аргентинец забил 25 апреля в домашней игре против «Картахинес» (3:1).
После возвращения в Аргентину Риверо провёл ещё один сезон за «Олл Бойз». В сезоне 2017/18 выступал за мексиканский «Коррекаминос». Затем играл в колумбийском «Депортиво Пасто», парагвайском «Спортиво Лукеньо» и мексиканской «Селае». В 2020 году стал игроком уругвайского «Монтевидео Уондерерс». За 2,5 года, провёдённых в «Уондерерс», Танк забил 18 голов в чемпионате Уругвая и ещё два — в Южноамериканском кубке.
21 июля 2022 года перешёл в «Пеньяроль» по приглашению Пабло Бенгоэчеа. Дебютировал за новую команду 1 августа в матче 1 тура Клаусуры чемпионата Уругвая, в котором «Пеньяроль» на своём поле уступил «Фениксу» со счётом 0:1.

## Титулы и достижения
- Вице-чемпион Коста-Рики (1): Лето 2016